# Calandrinia balonensis
Calandrinia balonensis — вид рослин родини монтієві.

## Назва
В англійській мові має назву «паракілья» (англ. Parakeelya). Видову назву balonensis отримала від річки Балон.

## Будова
Сукулентна рослина, що повільно росте. Стебло з віком дерев'яніє біля основи. Листя вузькі, м'ясисті. Яскраві рожеві квіти з жовтою серединою 2,5 см завширшки народжуються в пахвах листків.

## Поширення та середовище існування
Зростає у сухих місцях Австралії, часто навколо солоних озер.

## Практичне використання
Аборигени традиційно їдять листя сирими або пропареними, а коріння приготовлене на пару. Насіння також подрібнюють і їдять як пасту. C. balonensis використовується в посушливих районах внутрішньої Австралії як корм для худоби.
Вирощують як декоративну рослину.

## Галерея

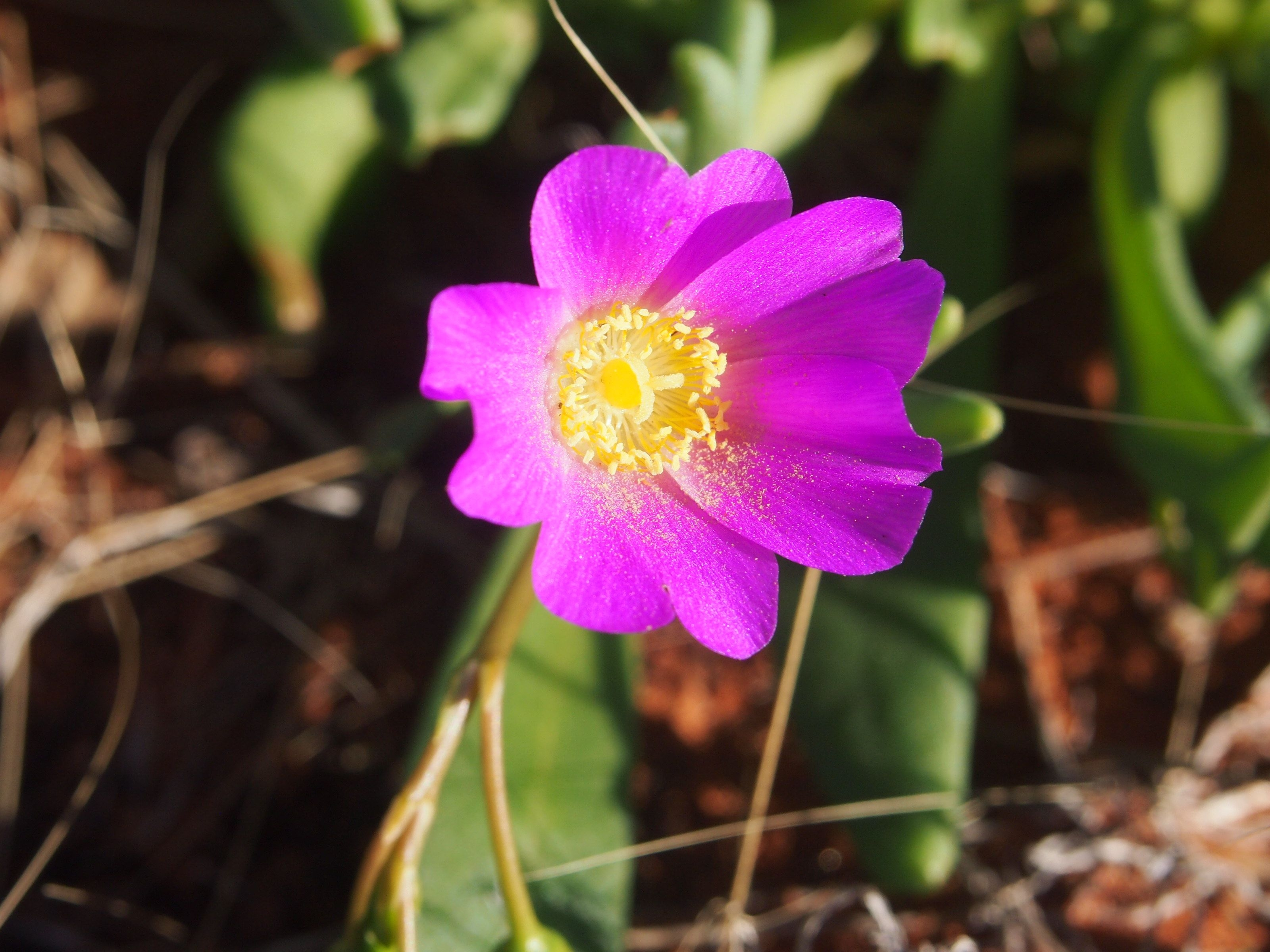
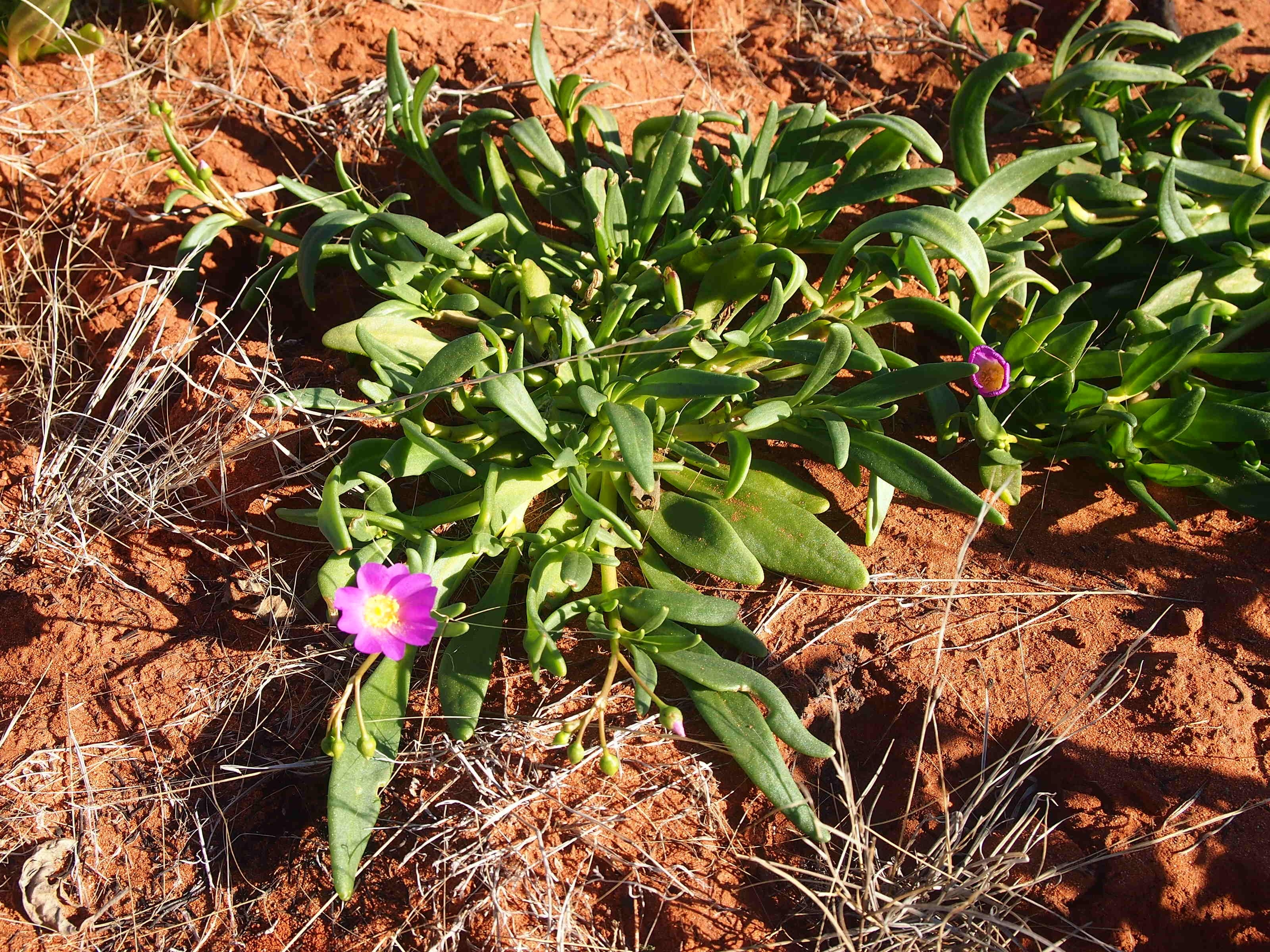
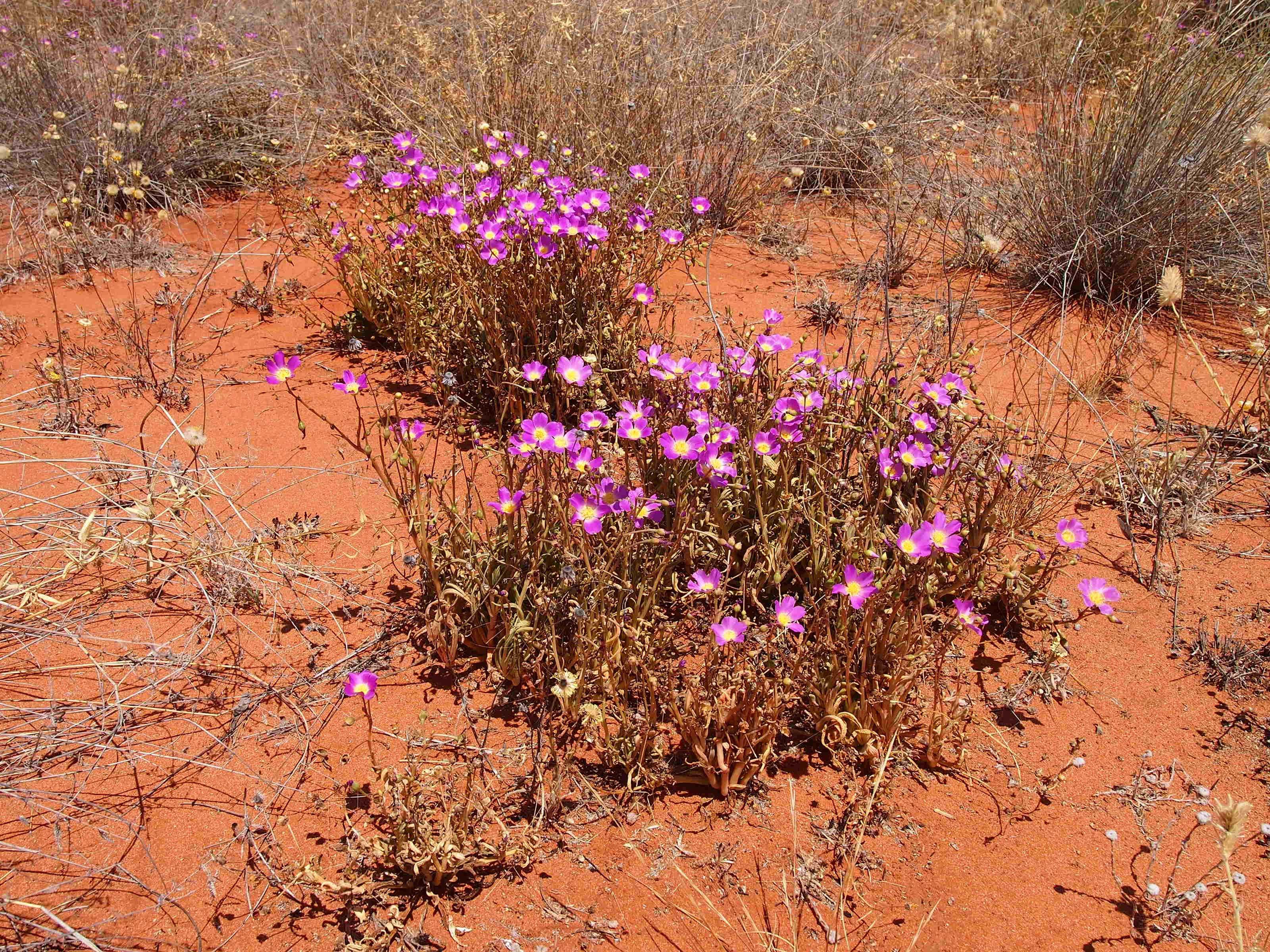